# Hussayn ibn Yahya al-Ansarí
Hussayn ibn Yahya al-Ansarí o al-Hussayn ibn Yahya al-Ansarí (àrab: حسين بن يحي الانصاري o الحسين بن يحي الانصاري, Ḥusayn ibn Yaḥyà al-Anṣārī o al-Ḥusayn ibn Yaḥyà al-Anṣārī), més conegut com a Hussayn al-Ansarí o simplement al-Ansarí, fou un valí de Saragossa (a. 774- d. 781).
El 774, durant una conspiració dels iemenites entre els quals es trobava Hussayn, l'emir de Còrdova Abd-ar-Rahman I va enviar Abd al-Melek ibn Umar, qui va obtenir la seva lleialtat. El 777 Hussayn es va aliar amb Sulayman ibn Yaqdhan, valí de Barcelona, contra Abd-ar-Rahman I. Sulayman va viatjar a Paderborn en companyia d'Abu Tawr, el valí de Osca, i va oferir a Carlemany la submissió d'ambdós, però segurament es va excedir amb les promeses, perquè Hussayn no estava disposat a lliurar Saragossa als francs. Quan Carlemany va arribar davant la ciutat el 778, Hussayn es va negar a obrir les portes i va al·legar que ell, personalment, no havia promès res. Carlemany va assetjar la ciutat sense succés i al cap d'un mes es va retirar, i a l'estiu el seu exèrcit va sofrir una greu desfeta a Roncesvalls.
Hussayn es va mantenir rebel fins al 781, quan l'emir de Còrdova va atacar la ciutat amb un poderós exèrcit comandat per Thalaba ibn Ubayd-Al·lah al-Judhamí i el va obligar a sotmetre's. A canvi de prometre lleialtat, Hussayn va conservar el càrrec.